# کوشک گودنگون
بقایای کوشک گودنگون مربوط به دوره ساسانیان است و در شهرستان گچساران، بخش مرکزی، دهستان امامزاده جعفر، ۸ کیلومتری شرق گچساران به طرف سراب ننیز واقع شده و این اثر در تاریخ ۱۳ آبان ۱۳۸۶ با شمارهٔ ثبت ۱۹۷۴۶ به‌عنوان یکی از آثار ملی ایران به ثبت رسیده‌است.